# King of the Nordic Twilight

King of The Nordic Twilight es el primer álbum en solitario de Luca Turilli, guitarrista y compositor de Rhapsody of Fire. Fue lanzado en 1999. Se trata de un trabajo de power metal sinfónico (también clasificado como Metal Épico-Fantástico) que combina la atmósfera de la música clásica y las grandes bandas sonoras cinematográficas con la forma del power metal melódico. En él, Luca Turilli ha compuesto todos los temas y ha tocado todas las guitarras que se escuchan, además de algunos pasajes para teclado.

## Temas tratados en el CD
Siguiendo la línea marcada con Rhapsody, King Of The Nordic Twilight narra una historia épica escrita por el propio Luca Turilli. La historia está ambientada en Kalgor, una tierra nórdica gobernada por el tirano Saroth. En este mundo de opresión nace Atriel, el hijo de Saroth, quien decide apartarse de la crueldad de su padre, resultado de lo cual debe abandonar Kalgor. La música viene a relatar esta triste historia, recreando en los diferentes pasajes el desarrollo y desenlace de la misma.
Asimismo, King Of The Nordic Twilight es el primer capítulo de una trilogía titulada Virtual Odyssey. Tres CD ambientados en diferentes líneas temporales (pasado, futuro y presente) y que tienen en común un amor universal tan fuerte que será capaz de superar todas las fronteras y embarcarse en una lucha sin cuartel contra el poder de la oscuridad cósmica. 
El álbum ha sido producido por Sascha Paeth (Rhapsody, Heaven's Gate y Angra, entre otros)

## Lista de canciones
1. "To Magic Horizons"  –  (Hacia Horizontes Mágicos)  - 1:21
2. "Black Dragon"  –  (Dragón Negro) - 5:04
3. "Legend of Steel"  -  (Leyenda del Acero)  -  5:21
4. "Lord of the Winter Snow"  -  (Señor de la Nieve Invernal) – 6:06
5. "Princess Aurora"  -  (Princesa Aurora)  – 3:47
6. "The Ancient Forest of Elves"  -  (El Antiguo Bosque de los Elfos) – 4:44
7. "Throne of Ice"  -  (Trono de Hielo)  – 1:51
8. "Where Heroes Lie"  -  (Donde Yacen los Héroes)  – 4:25
9. "Warrior's Pride"  -  (El Orgullo del Guerrero)  – 3:47
10. "Kings of the Nordic Twilight"  -  (Reyes del Crepúsculo Nórdico)  – 11:37
11. "Rannveig Sif Sigurdardottir"  -  (Sofðu Unga Ástin Min - La Canción Oculta de Rannveig)  – 2:12

"The Ancient Forest Of Elves" Single
1. "The Ancient Forest of Elves"  -  (El Antiguo Bosque de los Elfos) – 4:44
2. "Warrior's Pride (Duet Version)"  -  (El Orgullo del Guerrero)  – 3:48
3. "Knight of Immortal Fire" - (Caballero del Fuego Inmortal) - 5:11

## Integrantes
- Olaf Hayer — Voz
- Luca Turilli — Guitarra, Teclado
- Sascha Paeth — Bajo, Guitarra
- Michael Rodenberg — Teclado
- Robert Hunecke-Rizzo — Batería

- Datos: Q1939553